# Szvoren Edina
Szvoren Edina (Budapest, 1974 –) József Attila-díjas magyar író.

## Élete
A Bartók Béla Zeneművészeti Szakközépiskolában és Gimnáziumban tanít zeneelméletet és szolfézst, ahol ő maga is érettségizett. Diplomáját karvezetés szakon a Liszt Ferenc Zeneművészeti Főiskolán szerezte. Rendszeresen 2005 óta publikál.

## Bemutatása
Réz Pál így jellemzi őt: „legérzékenyebben a megalázottakra és megszomorítottakra figyel (legyen az ő maga vagy más). Szvoren azonban túllép a nagy oroszok részvétvallásán: az emberi szolidaritást már-már erotikává lényegíti át, testközelbe hozza. Ez nagyon eredeti és nagyon szép.”
Szvoren Edina így vall saját magáról: „az alkotás számomra nem önmegörökítés, nem terápia, sokszor még csak nem is a gondolkozás egy formája, hanem célját az okban meglelő funkciógyakorlás.”Karl Bühler

## Művei
- 2010: Pertu, novellák, Palatinus Kiadó[3]
- 2012: Nincs, és ne is legyen, novellák, Palatinus Kiadó[4]
- 2015: Az ország legjobb hóhéra, novellák, Magvető Könyvkiadó
- Pertu. Elbeszélések; 2. átdolg. kiad.; Magvető, Bp., 2017
- 2018: Verseim. Tizenhárom történet; Magvető
- Nincs, és ne is legyen. Elbeszélések; 2. átdolg. kiad.; Magvető, Bp., 2019
- Mondatok a csodálkozásról; Magvető, Bp., 2021
- Budapest Nagyregény. Budapest Brand Nonprofit Zrt., Bp., 2023 (társszerző)
- Kérődző Kronosz. Tíz elbeszélés; Magvető, Bp., 2024

## Díjai, elismerései
- Móricz Zsigmond-ösztöndíj (2000)
- Déry Tibor-díj (2010)
- Bródy Sándor-díj (2011)
- Gundel művészeti díj (2011)
- Nemzeti Kulturális Alap alkotói támogatás (2012)
- Artisjus-díj (2013)
- József Attila-díj (2014)
- Az Európai Unió Irodalmi Díja[5] a Nincs, és ne is legyen novelláskötetéért[6] (2015)
- Mészöly Miklós-díj (2019)
- Libri irodalmi díj[7] (2019)
- Szinva Irodalmi Díj[8] (2020)
- Erzsébetvárosi irodalmi ösztöndíj (2020)
- Füst Milán-díj (2023)

### Recenziók
- Szegő János: Keserű orvosság
- Keresztesi József: Néhány szó Szvoren Edina első kötetéről
- Takács Ferenc: A megírás örömei
- Lakatos András: Per Du Archiválva 2014. július 17-i dátummal a Wayback Machine-ben (HuBook.de)

### Interjúk
- Szvoren Edina: Nincs közérzet, csak érzet  (erreni, konyves.blog.hu, 2015. június 24.)
- Szvoren Edina: Észlelek valamilyen figyelmet (Szekeres Dóra, Litera, 2010. június 15.)

### Interneten olvasható írásai
- A Pertu c. kötet írásainak linkgyűjteménye (Folyóméter)
- Szíl, szál, szalmaszál (Holmi 2005/10)
- Dór novella (Holmi 2006/3)
- Pyrus communis (Jelenkor 2006/4)
- Érett, fáradt, meleg (Jelenkor 2007/1)
- Abetka (Holmi 2007/11)
- Balholmi lányok (Jelenkor 2008/5)
- Bolgár ritmus (Jelenkor 2008/9)
- A szállásadónő rövid éjszakái (Látó 2009/2)
- Így élünk (Jelenkor 2009/5)
- Pertu, Virágvasárnap (Holmi 2009/10)
- Temetés (Jelenkor 2009/10)
- Ha végeztél (Jelenkor 2010/3)
- Jojka (a Pertu c. kötetből)
- Mindenki, valakit (Kulter.hu)
- Joik [Jojka] Archiválva 2014. július 17-i dátummal a Wayback Machine-ben (HuBook.de)